# Сехел
Сехел (на шп. zéjel) је врста песме у шпанској књижевности која се развила из арапско-андалузијске песничке традиције, изменивши се и прилагодивши принципима шпанске метрике. Појављује се у кастиљанској лирици у четрнаестом веку, а корени јој досежу до дванаестог века када се у Ал-Андалусу писала на говорном арапском језику, врло често са примесама романског дијалекта. Најпознатији аутор сехела био је Бен Гусман, песник из Кордобе из дванаестог века. У том периоду, сехел је изводио хор или, пак, солиста уз пратњу флауте, бубњева, кастањета и типичних арапско-андалузијских жичаних и ударачких инструмената. Изводио се и уз плес. Уживао је велику популарност међу хришћанским живљем, док су Мавари настојали да укину његово извођење. Употреба сехела опада после барока, након ове епохе, пишу је песници Генерације 27, највише Рафаел Алберти (Rafael Alberti).

## Версификација
Сехел је строфична песма, у највећем броју случајева написана у осмерцу. Њена структура је следећа: почетна строфа, што је у ствари рефрен (estribillo) састоји се од два стиха са истом римом (pareado), следећа строфа (mudanza) састоји се од три стиха са истом римом (tríptico monorrimo), а последњи стих строфе (vuelta) римује се са рефреном. Та шема се понавља у целој песми.

## Пример
{{цитат|
-{Vivo ledo con razón, (a)
amigos, toda sazón. (a) [estribillo]

Vivo ledo e sin pesar, (b)
pues amor me fizo amar (b)
a la que podré llamar (b) [mudanza]
más bella de cuantas son. (a) [vuelta]

Vivo ledo con razón, (a)
amigos, toda sazón.(a) [estribillo]

Vivo ledo y viviré, (c)
Pues que de amor alcancé (c)
Que serviré a la que sé (c) [mudanza]
Que me dará galardón. (a) [vuelta]

Vivo ledo con razón, (a)
amigos, toda sazón. (a)}-|Алфонсо Алварес де Виљасандино, Композиција бр. 51, Баенина песмарица}}

## Literatura
- Павловић-Самуровић Љ. Солдатић Д. Шпанска књижевност. Нолит. Београд, 1985. стр. 23-28